# Svjetski kup u dvoranskom hokeju za žene
Svjetski kup u dvoranskom hokeju za žene predstavlja međunarodno natjecanje najboljih svjetskih izabranih ženskih sastava u športu dvoranskom hokeju.

Održava se od 2003.
Krovna organizacija je IHF.

## Rezultati prvenstava
| Godina | Domaćin          | Zlato      | Srebro     | Bronca    |
| ------ | ---------------- | ---------- | ---------- | --------- |
| 2014.  | (domaćin)        | (prvi)     | (drugi)    | (treći)   |
| 2011.  | (domaćin)        | (prvi)     | (drugi)    | (treći)   |
| 2007.  | Beč, Austrija    | Nizozemska | Španjolska | Njemačka  |
| 2003.  | Lipsko, Njemačka | Njemačka   | Nizozemska | Francuska |

## Vanjske poveznice
- Službene stranice